# Hagana
Hagana, scris și Haganah în ortografierea engleză (ebraică: הַהֲגָנָה, "Ha-Hagana", traducere ad litteram Apărarea), a fost o organizație paramilitară evreiască din Palestina, care a funcționat între anii 1920-1948 în timpul mandatului britanic (1921-1948). A reprezentat principalul fundament pe care s-a constituit în 1948 armata israeliană.

## Istoric

### Rezumat
Organizațiile de apărare fondate de evrei în Palestina otomană de după 1900 au evoluat de la mici grupuri defensive, la grupuri din ce în ce mai mari și mai perfecționate create în timpul mandatului britanic. Hagana a stat la baza organizării Armatei Israelului după fondarea statului. Evoluția a fost pas cu pas, de la Bar-Giora, la Hashomer, la Hagana, apoi la Armata Israeliană.
Primele organizații paramilitare evreiești au apărut odată cu al doilea val de imigrație sionistă în Palestina, numit "a doua aliya" (1904-1914). 
Prima organizație de acest tip a fost Bar-Giora, fondată în septembrie 1907. Era compusă din mici grupuri de imigranți evrei care păzeau așezările pentru o taxă anuală. Bar-Giora s-a transformat în Hashomer (ebraică השומר, ha-șomér; „Străjerul”), în aprilie 1909, care a operat până la începutul mandatului britanic, în 1920. Hashomer era o organizație de elită cu un scop precis. A fost creată în principal pentru a asigura protecția împotriva bandelor de răufăcători care căutau să fure. În timpul primului război mondial, precursorii a ceea ce avea să fie Hagana și mai apoi Armata Israelului au fost două unități ale Armatei Britanice, Zion Mule Corps (unitatea de transport cu catâri "Sion") și Jewish Legion (Legiunea Evreiască). După revoltele arabilor împotriva evreilor din aprilie 1920, conducătorii comunității evreiești au înțeles necesitatea de a crea o organizație la nivel național în întreaga Palestină, care să opereze în clandestinitate. Astfel a fost fondată Hagana, în luna iunie a aceluiași an. În timpul revoltei arabe generalizate din 1936-1939, Hagana a devenit o organizație de apărare pe întreg teritoriul colonizat de evrei, cu o structură organizată, constând din trei unități principale: Hish (infanterie), Guard Corps (pază) și Palmach (forța de intervenție sau de șoc). În timpul celui de-al doilea război mondial, Jewish Legion a fost înlocuită în Armata Britanică de Jewish Brigade (Brigada Evreiască), în care s-au înrolat mulți dintre luptătorii din Hagana. În timpul războiului civil dintre arabi și evrei din perioada 1947-1948, Hagana a reușit să apere și să cucerească aproape tot teritoriul cu privire la care a primit ordinele de apărare, respectiv de cucerire. La începutul războiului cu armatele regulate arabe din 1948-1949, Hagana a fost reorganizată pentru a deveni fundamentul noii Armate a Israelului.

### Revoltele arabe din 1920 și 1921
După revoltele arabilor din 1920 și revoltele din 1921 de la Jaffa, conducătorii evreilor din Palestina au crezut că britanicii, cărora Liga Națiunilor le dăduse mandat de administrare în 1920, nu aveau deloc dorința de a se confrunta cu bandele arabe care îi atacau frecvent pe evrei.
Crezând că nu se pot baza pe administrația britanică pentru protecție, conducătorii evreilor a creat Hagana pentru a proteja fermele evreiești și kibuțim. Pe lângă paza comunităților de evrei, Hagana a avut rolul de a-i avertiza pe locuitori cu privire la atacurile arabilor și de a respinge aceste atacuri. Între 1920 și 1929, Hagana nu a avut o autoritate centrală puternică și nici o coordonare prea bună. Unitățile ei nu aveau mobilitate și nici suficiente arme, fiind constituite în principal din fermieri evrei care, cu rândul, păzeau fermele sau kibuțim. 
După tulburările palestiniene din 1929, rolul Hagana s-a schimbat. A devenit o organizație mare, care cuprindea aproape toți tinerii și adulții din așezările evreiești, ca și mii de alte persoane care locuiau în orașe. Hagana a cumpărat arme și a început să organizeze ateliere în care erau construite grenade de mână și echipament militar simplu, transformându-se dintr-o miliție neantrenată într-o armată din umbră.

### Divizarea din 1931
Mulți luptători din Hagana au contestat politica oficială, denumită havlagá (moderație), pe care liderii politici evrei o impuseseră miliției. Conform aceste politici, luptătorii fuseseră instruiți doar să apere comunitățile evreiești și să nu inițieze contraatacuri împotriva bandelor arabe sau a comunităților arabe. Această politică părea a fi defetistă celor care credeau că apărarea cea mai bună este atacul. În 1931, o parte din luptătorii din Hagana au părăsit organizația și au înființat Irgun Tsava'i-Leumi (Organizația Militară Națională), mai cunoscută sub numele de Irgun. (sau, după acronimul său în ebraică, Etzel).

### Revolta arabă din 1936–1939 din Palestina

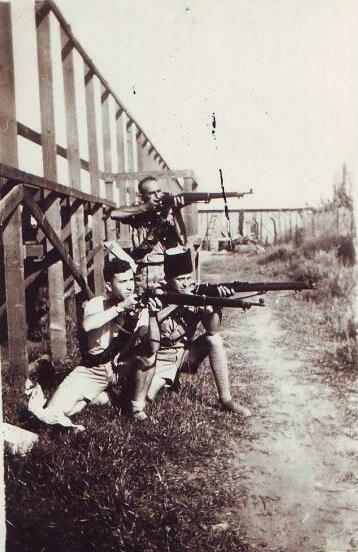
Luptători din Hagana păzesc Migdal Tzedek, 1936

În timpul revoltei arabe din 1936-1939 din Palestina, Hagana a luptat de partea britanicilor pentru a înăbuși revolta arabă, utilizând unități de infanterie, denuite întâi Fosh, apoi,Hish. La acel moment, Hagana avea 10.000 de oameni mobilizați și 40.000 în rezervă. Deși administrația britanică nu a recunoscut oficial Hagana, forțele de securitate britanice au cooperat cu ea, înființând Jewish Settlement Police (Poliția Rurală Evreiască), Jewish Supernumerary Police (Poliția Auxiliară Evreiască) și Plugot Halaila (Forțe Speciale de noapte), care au fost antrenate și conduse de colonelul Orde Wingate. Experiența de luptă pe care au dobândit-o a fost de folos în Războiul de Independență al Israelului.

### Sprijinul Poloniei
În perioada interbelică ca parte a politicii ei de sprijin pentru formarea unui stat evreiesc în Palestina ca mijloc de facilitare a emigrației în masă de evrei din propriul ei teritoriu, Polonia (pe atunci A Doua Republică Poloneză a oferit antrenament militar și arme grupurilor paramilitare evreiesti din Palestina, inclusiv Hagana.  
 Trimiși ai Haganei  conduși de Yehuda Arazi au obținut zeci transporturi navale de echipament militar care au inclus 2750 puști Mauser, 225 RKM puști-mitraliere Kalașnikov, 10.000 grenade de mână, două milioane de gloanțe pentru puști și puști-mitralieră și un mare număr de pistoale cu munitii. Britanicii au exercitat grele presiuni asupra guvernului polonez pentru a opri aceste livrări de armament. Una din ultimele achiziții ale lui Arazi au fost două avioane și două planoare. Când a fugit din Polonia în Franța, într-un depozit din Varșovia au rămas părăsite încă circa 500 puști. . În anii 1931-1937 membri ai Haganei s-au antrenat, alături de membri ai Beitar în 
tabăra militară de la Rembertow (azi parte a Varșoviei). Se estimează că circa 8.000-10.000 tineri evrei au participat la aceste antrenamente.  

### Cartea albă din 1939
Britanicii au adoptat Cartea Albă din 1930 cu privire, printre altele, la migrația evreilor în Palestina, pe care au limitat-o, provocând indignarea liderilor sioniști. David Ben-Gurion, pe atunci președintele  Agenției Evreiești pentru Israel, a stabilit politica sioniștilor în relația cu britanicii: „Vom lupta contra lui Hitler ca și cum nu ar exista Cartea Albă și vom lupta împotriva Cărții Albe ca și cum nu ar fi războiul”.
Ca reacție la Cartea Albă, Hagana a înființat Palmach, ca forță de atac de elită, și a organizat migrația ilegală a evreilor în Palestina. Aproximativ 100.000 de evrei au fost aduși în Palestina cu peste 100 de vase, în acțiunea care avea să fie cunoscută în viitor sub denumirea Alia Bet. Hagana a organizat și demonstrații împotriva cotelor limitate de imigranți impuse de britanici.

### PachebotulPatria

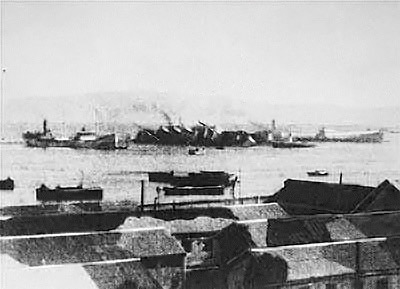
În 1940, o bombă amplasată de Hagana a scufundat pachebotul Patria. S-au înregistrat 267 de decese.

În 1940, Hagana a sabotat pachebotul Patria, care urma sa fie utilizat de britanici pentru deportarea a 1.800 de refugiați evrei din Europa în Mauritius. Luptătorii Hagana au pus o bombă care ar fi trebuit doar să avarieze vaporul. Totuși, avaria a făcut ca nava să se scufunde în 16 minute, iar 267-300 de oameni, majoritatea refugiați evrei și 50 membri ai echipajului și paznici britanici, au murit, iar 172 oameni au fost răniți. 209 cadavre au fost gasite și înhumate la Haifa.

### Anii celui de-al Doilea Război Mondial

#### Anii 1939-1941
Al Doilea Război Mondial a izbucnit la circa patru luni după publicarea Cărâii Albe Mac Donald. Conducerea Ishuvului și a Haganei a decis să înceteze lupta militantă împotriva britanicilor  și să coopereze cu aceștia în lupta contra Germaniei Naziste, dar in același timp nu a renunțat la continuarea imigrației ilegale” si a înființării de așezări.
Ben Gurion a definit această linie afirmând:
„Trebuie să ajutăm Anglia în război, ca și cum nu ar exista Cartea Albă, și să ne împotrivim Cărții albe, ca și cum nu ar fi războiul”
Într-adevăr, o mulțime de tineri evrei palestinieni au asaltat birourile de recrutare. Dintr-o populație de jumătate de milion s-au înscris 136 000. O parte voiau să se înroleze în armata britanică, iar o altă parte și-au propus să rămână pentru a apăra populația evreiască din Palestina.
Conducerea Ishuvului și comandamentul Haganei s-au întrebat câți recruți sunt necesari pentru lupta în afara țării și câți să rămână în țară, dacă cei recrutați vor trebui să lupte pe alte fronturi, după voia aliaților, ori își vor concentra eforturile în apărarea țării, de asemenea, cum va fi continuată lupta pentru emigrarea spre Palestina fără a leza efortul de război britanic. În cele din urmă s-a hotărît că fiecare front este un front sionist și că recrutarea se va face pretutindeni.

## Legături externe
- Site oficial Arhivat în 14 decembrie 2013, la Wayback Machine.